# Prožinska vas
Prožinska vas – wieś w Słowenii, w gminie Štore. W 2018 roku liczyła 528 mieszkańców.